# Forever Is a Lie
Forever Is a Lie is de eerste extended play van de Nederlandse rockband Only Seven Left. De ep verscheen op 19 januari 2007 en werd voorafgegaan door de single "Last Night".

## Tracklist
1. "Leave It All" (W. Bouma) - 3:27
2. "Last Night" (W. Bouma) - 2:52
3. "Intention's Left Your Vacant Smile" (W. Bouma) - 4:45
4. "Sad Exhibitions" (W. Bouma/R. Knijnenburg) - 3:16
5. "Goodbye Now" (J. Winterwerp/R. Knijnenburg/W. Bouma) - 3:40